# Kate Raworth
Kate Raworth (1970) és una economista anglesa docent a la Universitat d'Oxford i a la Universitat de Cambridge. És coneguda per la seva teoria de l'«economia dònut», la qual equilibra les necessitats humanes essencials i les fronteres planetàries.

## Biografia
Raworth va estudiar Economia a Oxford. Després de treballar 20 anys per a l'ONU primer i per a Oxfam després, actualment és membre del Consell Assessor de l'Institut de Canvi Ambiental de la Universitat d'Oxford. També és membre del Cambridge Institute for Sustainability Leadership.
El 2017, va publicar el llibre Donut Economics: Seven Ways to Think Like a 21st Century Economist, el qual és una proposta per a reformular el pensament econòmic que s'ocupa del desenvolupament sostenible, i aposta per replantejar els fonaments de la ciència econòmica. En lloc de fixar-se en els indicadors del creixement il·limitat de l'economia, Raworth se centra en un model que garanteix que tots els habitants de la Terra tinguin cobertes les seves necessitats bàsiques, com ara l'alimentació adequada i l'educació universal, sense que això limiti les oportunitats de les generacions futures tot protegint els ecosistemes.